# Рамон Асин
Рамо̀н Асѝн Акилуѐ (на испански: Ramón Acín Aquilué) е испански профсъюзен активист и художник.
Роден е в Уеска на 30 август 1888 г. През 1908 година започва да учи химия в Сарагоския университет, но скоро се отказва, за да се занимава с рисуване.
Публикува илюстрации и карикатури в периодичния печат, работи като учител по рисуване, рисува също живопис и прави скулптури. След 1913 година става анархист и участва активно в профсъюзното движение, като за дейността си е арестуван и на няколко пъти живее в изгнание в Париж.
Рамон Асин е разстрелян от фалангистите в Уеска на 6 август 1936 г., в началото на Гражданската война.